# Carlotta di Rohan-Soubise
Carlotta di Rohan-Soubise (nome completo Carlotta Goffreda Elisabetta di Rohan-Soubise; Parigi, 7 ottobre 1737 – Parigi, 4 marzo 1760) è stata una nobile francese che si sposò all'interno del Casato di Condé, un ramo cadetto della regnante Casata di Borbone, durante l'Ancien Régime. Fu una Principessa di Condé per matrimonio. Non ha discendenti conosciuti oggi, tranne suo nipote, erede della famiglia Condé, che morì senza figli e sua figlia che rimase senza figli. Carlotta fu elogiata per essere una Principessa colta ed affascinante della sua epoca.
Suo padre era Carlo di Rohan, principe de Soubise, un grande amico di Luigi XV. Sua madre era Anna Maria de la Tour d'Auvergne. Anna Maria Luisa era una delle nipoti di Maria Anna Mancini, una delle famose Mazarinettes.
Attraverso Maria Anna Mancini, Carlotta era cugina sia del principe Eugenio di Savoia che di Luigi Giuseppe di Borbone, due famosi generali durante il regno di Luigi XIV. Anna Maria Luisa era anche bisnipote di Madame de Ventadour, la governante di Luigi XV quando era bambino.
Ella ebbe una sorellastra minore, Vittoria Armanda Giuseppa di Rohan. Vittoria sarebbe diventata in seguito la governante del futuro re Luigi XVII. Vittoria era anche cugina dell'amica dal triste destino della regina Maria Antonietta, la principessa de Lamballe.

## Biografia

### Infanzia

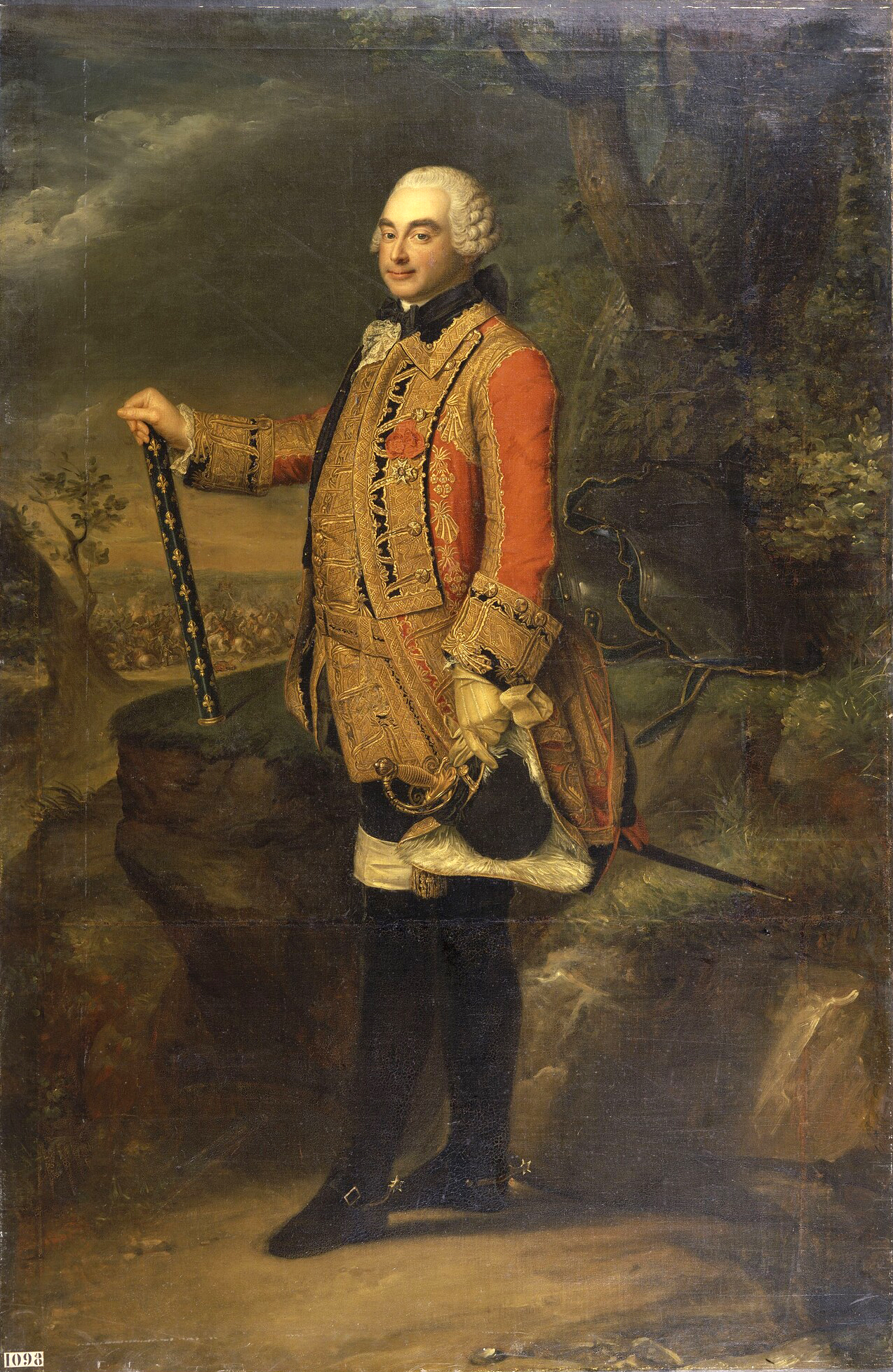
Carlo di Rohan-Soubise in un ritratto del XVIII secolo. Oggi questo dipinto è conservato nella Reggia di Versailles

Carlotta Goffreda Elisabetta di Rohan nacque il 7 ottobre 1737 all'Hôtel de Soubise a Parigi, la residenza cittadina del Casato di Rohan.
Poiché la Casa di Rohan discendeva dai Duchi di Bretagna, a Carlotta e alla sua famiglia fu concesso il rango di Princes étrangers alla corte francese, con il corrispondente appellativo di Altezza.

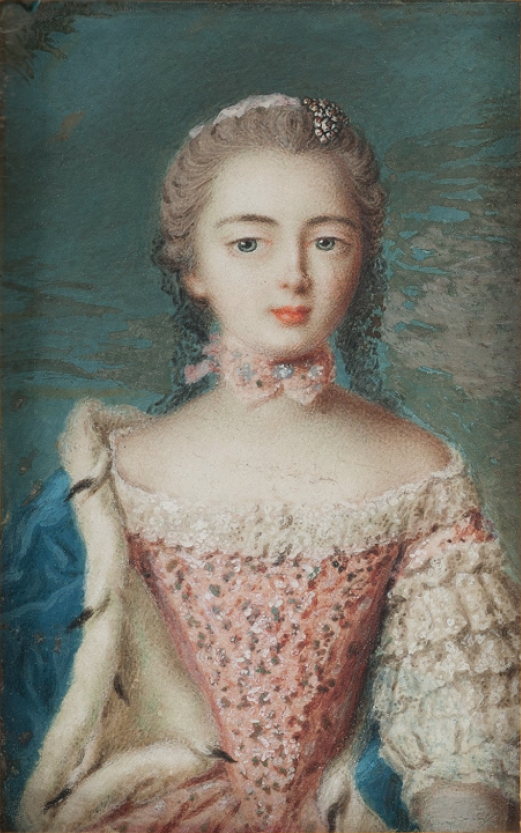
Carlotta ritratta in giovane età

Nel 1739, fu creata Marchesa di Gordes e Contessa di Moncha, titoli che ricevette da sua madre quando morì. Nel 1745, fu creata viscontessa di Guignen nel suo pieno diritto. Nella sua dote, le fu assegnata la signorìa di Annonay, che passò ai Borbone.

### Matrimonio

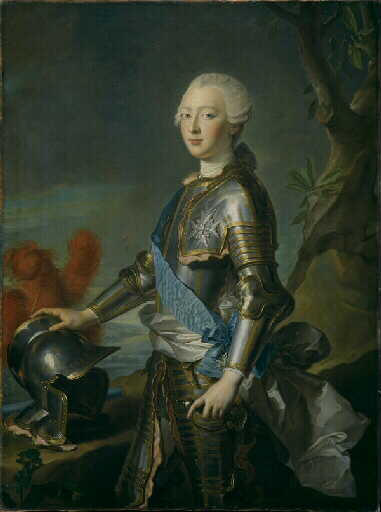
Luigi Giuseppe di Borbone, principe di Condé ritratto da Jean Marc Nattier

Carlotta e Luigi Giuseppe di Borbone, principe di Condé, si sposarono al Palazzo di Versailles il 3 maggio 1753, il padre di Carlotta, secondo testimonianze, le diede una dote di 20 milioni di Lire.

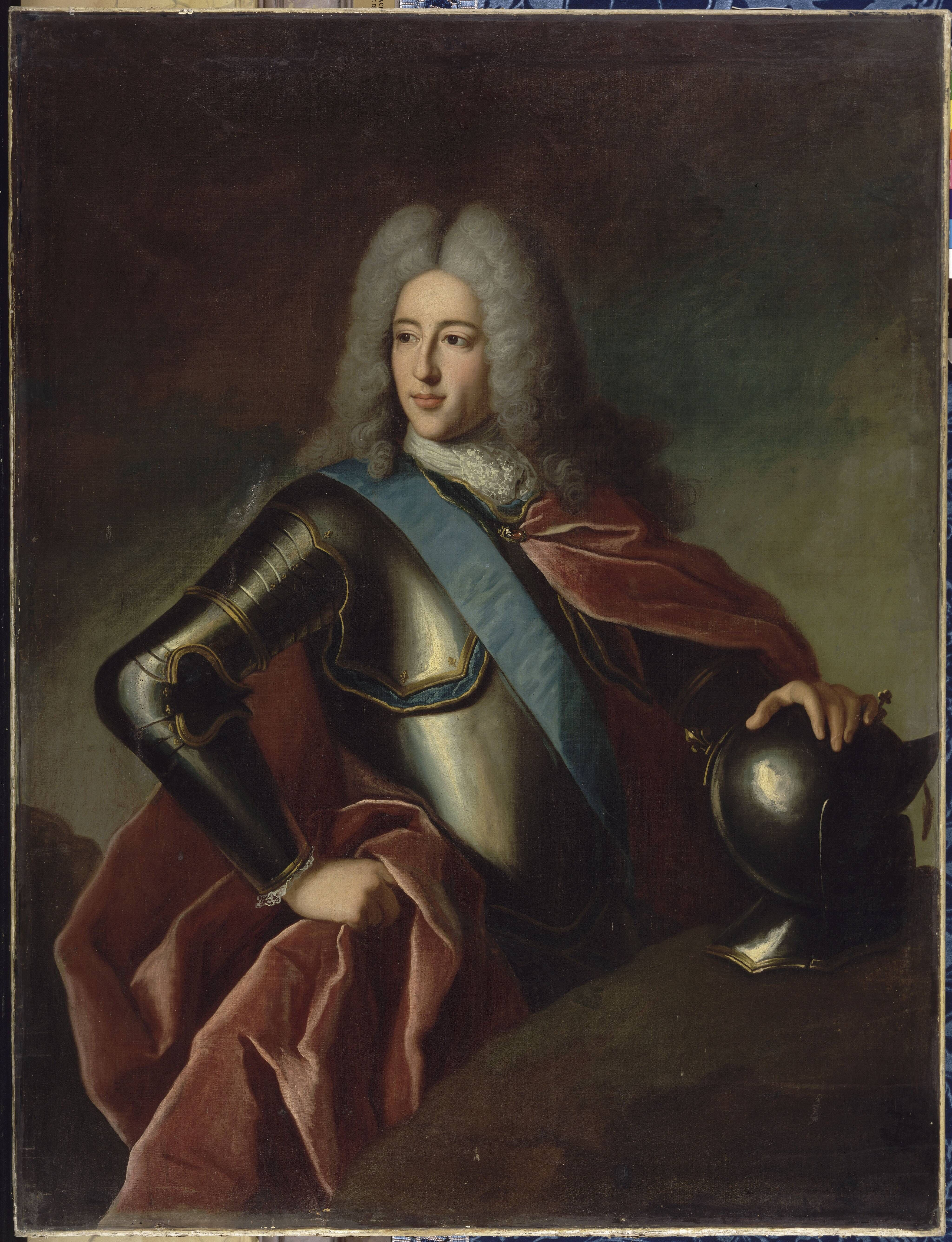
Luigi Enrico, principe di Condé

Luigi Giuseppe era più anziano di Carlotta di un anno. Era Principe di Condé sin dal 1740, quando, alla giovane età di quattro anni, aveva perso suo padre, Luigi Enrico, principe di Condé. Suo padre, in qualità di Duca di Borbone, era stato un tempo il primo ministro di re Luigi XV e aveva svolto un ruolo attivo nell'organizzare il matrimonio del giovane re con la principessa polacca Maria Leszczyńska. Aveva soltanto quarantotto anni al momento della sua morte.

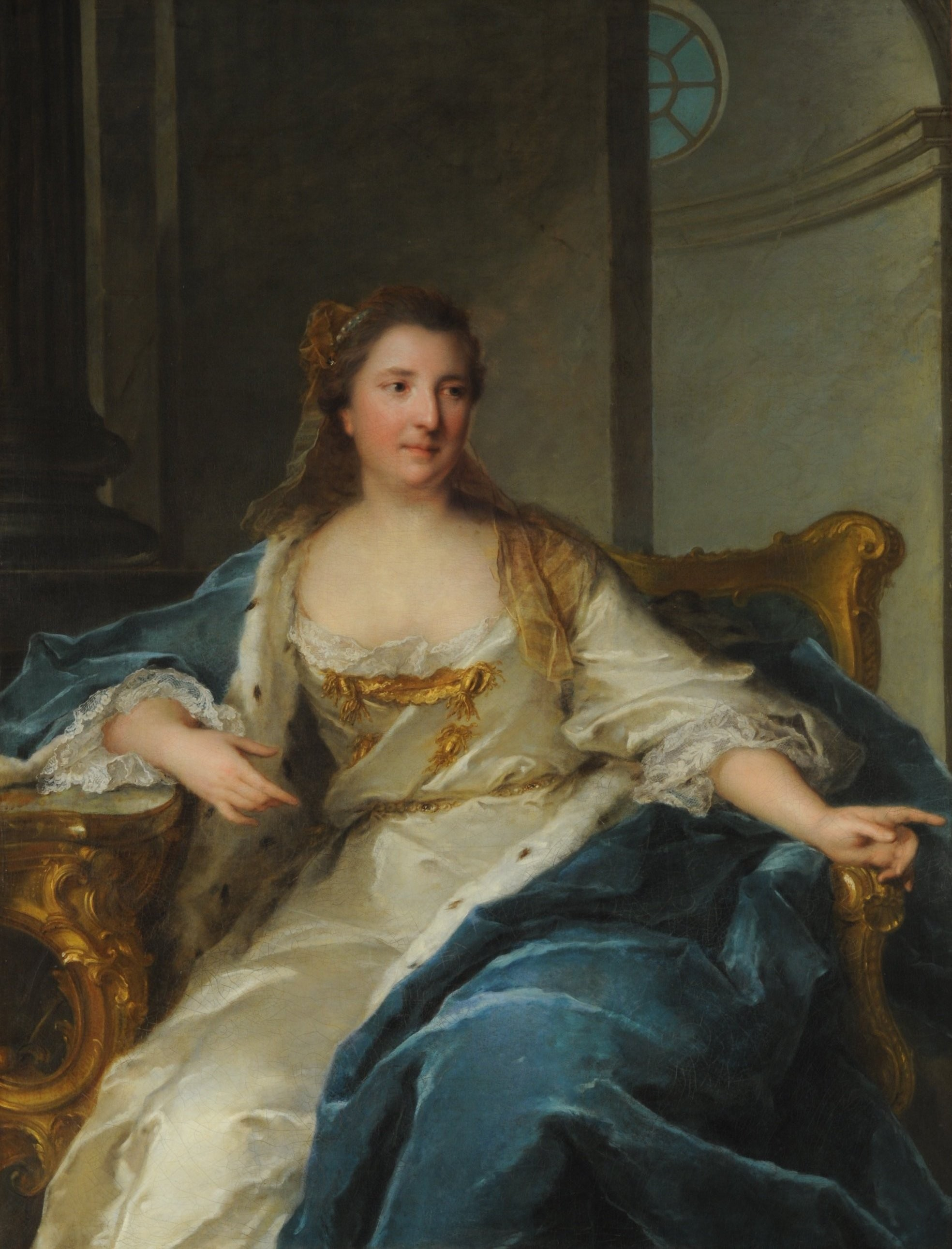
Carolina d'Assia-Rotenburg

La madre di Luigi Giuseppe, la principessa tedesca Carolina d'Assia-Rotenburg, morì l'anno successivo all'età di ventidue anni. Come risultato, Luigi Giuseppe era rimasto orfano ed era stato allevato dallo zio Conte di Clermont.

### Principessa di Condé

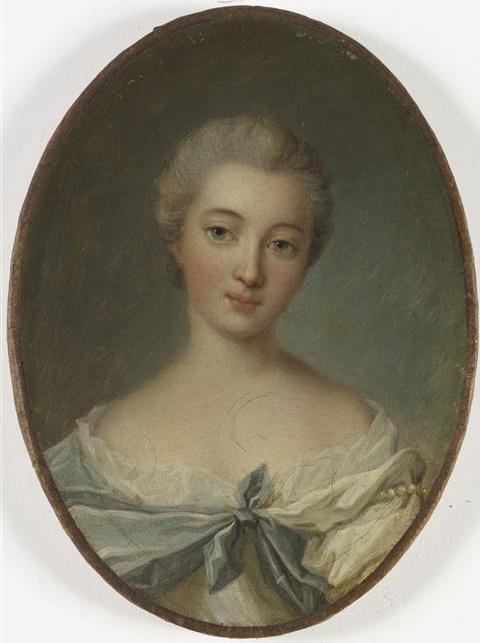
Madame la Princesse de Condé ritratta da Jean-Marie Ribou

La nuova Princesse de Condé era tra le donne più importanti a corte, di grado superiore dopo la Regina Maria Leszczyńska e le sue otto figlie, la Duchessa d'Orléans e Mademoiselle, che sarebbe diventata in seguito sua nuora.
Luigi Giuseppe possedeva a corte il rango di Prince du sang con l'appellativo corrispondente di Altezza Serenissima, un appellativo che Carlotta assunse quando diventò Principessa di Condé.

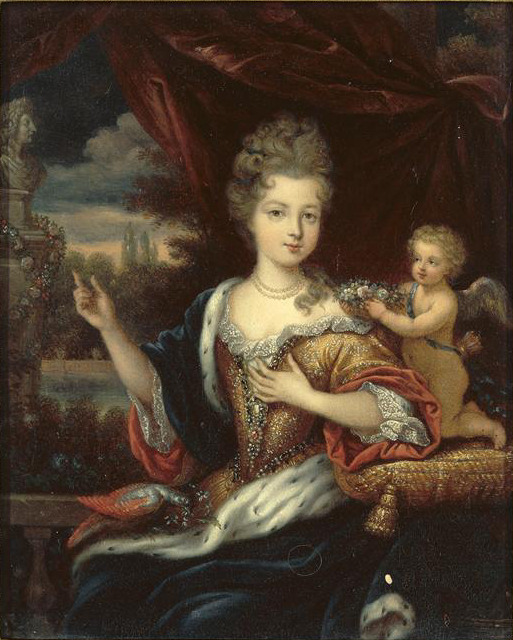
Luisa Francesca di Borbone-Francia in un ritratto in cui indica il busto di suo padre, re Luigi XIV di Francia

Da questo matrimonio nacquero tre figli. Prima, una femmina nata nel 1755, seguita subito dal desiderato maschio nel 1756; un'altra femmina nacque nel 1758. Carlotta visse all'Hôtel de Condé a Parigi, la residenza della famiglia Condé, dato che il Palais Bourbon, costruito dalla nonna di Luigi Giuseppe, Luisa Francesca di Borbone, era stato venduto alla corona nel 1756. Principessa colta, fu molto gentile con i poveri.

### Ultimi anni e morte

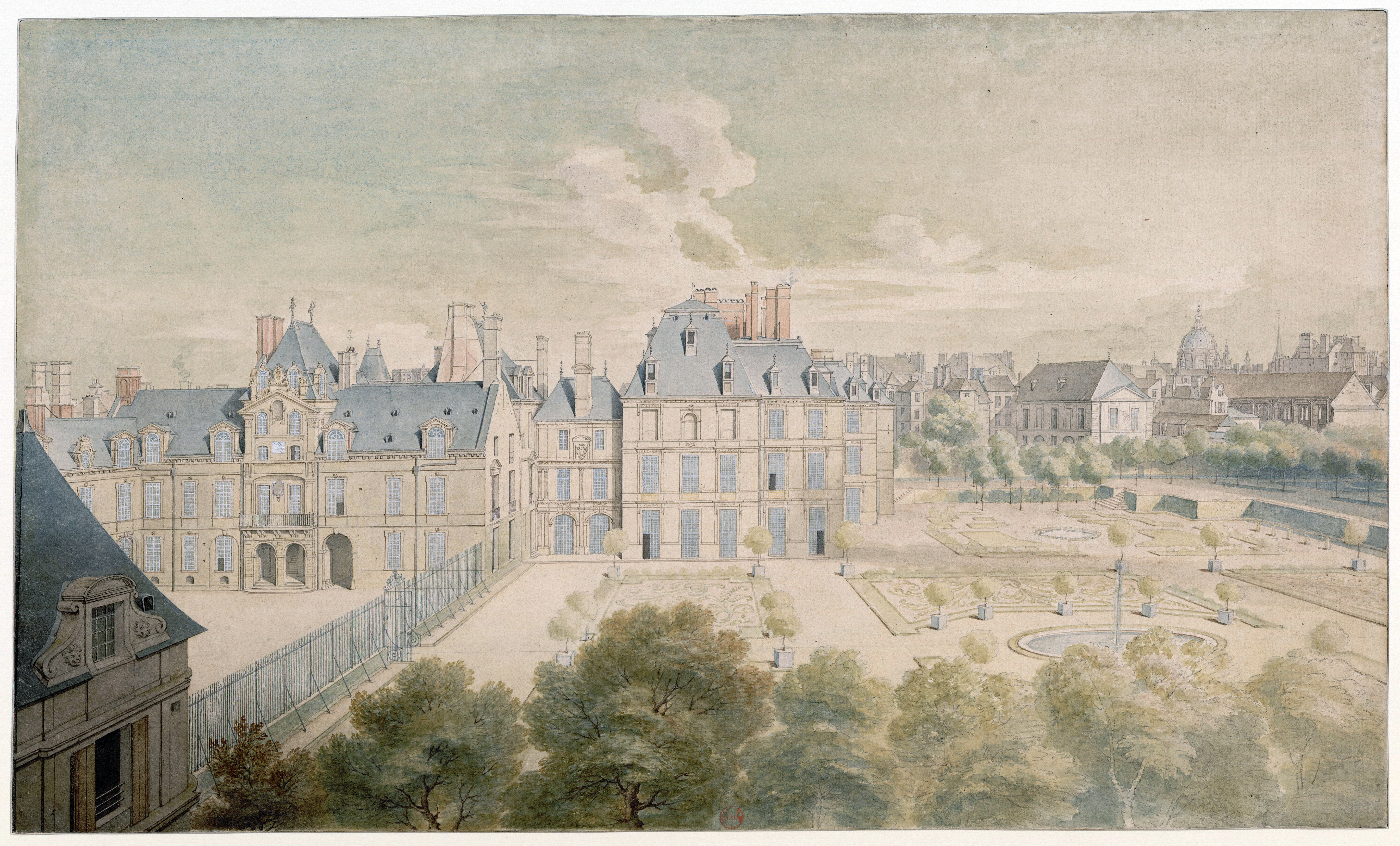
L'Hôtel de Condé

Fu all'Hôtel de Condé che Carlotta morì dopo una lunga malattia, come riportato dal Duca di Luynes. Aveva solo ventidue anni, la stessa età che la suocera, Carolina, aveva alla sua morte. Fu sepolta nel convento delle carmelitane del Faubourg Saint-Jacques. Il tempo ufficiale per lutto di Charlotte cominciò l'11 marzo.

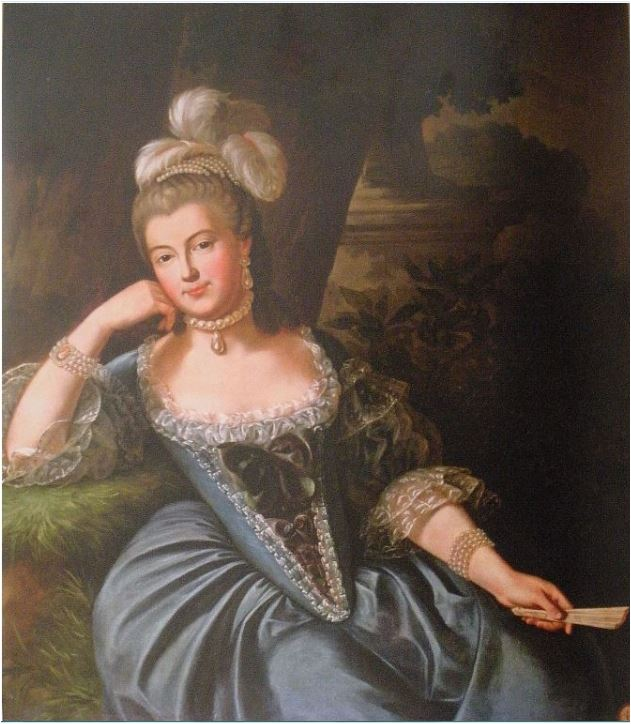
Maria Caterina Brignole Sale

Suo marito si risposò nel 1798, prendendo come sua seconda moglie la nobildonna italiana, Maria Caterina Brignole-Sale, la vedova di Onorato III, principe di Monaco.

## Discendenza
Dal matrimonio tra Carlotta e Luigi-Giuseppe di Borbone-Condé nacquero:
1. Maria di Borbone, Mademoiselle de Bourbon (16 febbraio 1755 - 22 giugno 1759) morì nell'infanzia.
2. Luigi Enrico, Principe di Condé (13 aprile 1756 - 30 agosto 1830) sposò Batilde d'Orléans ed ebbe figli.
3. Luisa Adelaide di Borbone (5 ottobre 1757 - 10 marzo 1824) morì nubile.

## Titoli e trattamento
- 7 ottobre 1737 – 3 maggio 1753: Sua Altezza, Carlotta Elisabetta Goffreda, principessa di Rohan
- 3 maggio 1753 – 4 marzo 1760: Sua Altezza Serenissima,[5] la Principessa di Condé

## Ascendenza
|                                                   |                                            |                                            | Genitori                              |  |  | Nonni |  |  | Bisnonni                             |  |  | Trisnonni                     |  |
|                                                   |                                            |                                            |                                       |  |  |       |  |  | 8. Hercule Mériadec de Rohan-Soubise |  |  | 16. François de Rohan-Soubise |  |
|                                                   |                                            |                                            |                                       |  |  |       |  |  | 8. Hercule Mériadec de Rohan-Soubise |  |  | 16. François de Rohan-Soubise |  |
|                                                   |                                            | 17. Anne de Rohan-Chabot                   |                                       |  |  |       |  |  | 8. Hercule Mériadec de Rohan-Soubise |  |  |                               |  |
| 4. Jules de Rohan-Soubise                         |                                            |                                            |                                       |  |  |       |  |  | 8. Hercule Mériadec de Rohan-Soubise |  |  |                               |  |
|                                                   |                                            | 9. Anne Geneviève de Lévis                 | 18. Louis Charles de Lévis            |  |  |       |  |  |                                      |  |  |                               |  |
|                                                   |                                            | 9. Anne Geneviève de Lévis                 | 18. Louis Charles de Lévis            |  |  |       |  |  |                                      |  |  |                               |  |
|                                                   |                                            | 9. Anne Geneviève de Lévis                 | 19. Charlotte de La Motte Houdancourt |  |  |       |  |  |                                      |  |  |                               |  |
| 2. Charles de Rohan-Soubise                       |                                            | 9. Anne Geneviève de Lévis                 |                                       |  |  |       |  |  |                                      |  |  |                               |  |
|                                                   |                                            | 10. Louis I de Melun                       | 20. Alexandre Guillaume de Melun      |  |  |       |  |  |                                      |  |  |                               |  |
|                                                   |                                            | 10. Louis I de Melun                       | 20. Alexandre Guillaume de Melun      |  |  |       |  |  |                                      |  |  |                               |  |
|                                                   |                                            | 10. Louis I de Melun                       | 21. Jeanne-Pélagie de Rohan-Chabot    |  |  |       |  |  |                                      |  |  |                               |  |
| 5. Anne Julie de Melun                            |                                            | 10. Louis I de Melun                       |                                       |  |  |       |  |  |                                      |  |  |                               |  |
|                                                   |                                            | 11. Élisabeth-Thérèse de Lorraine          | 22. François-Marie de Lorraine        |  |  |       |  |  |                                      |  |  |                               |  |
|                                                   |                                            | 11. Élisabeth-Thérèse de Lorraine          | 22. François-Marie de Lorraine        |  |  |       |  |  |                                      |  |  |                               |  |
|                                                   |                                            | 11. Élisabeth-Thérèse de Lorraine          | 23. Anne de Lorraine                  |  |  |       |  |  |                                      |  |  |                               |  |
| 1. Charlotte Godefride Élisabeth de Rohan-Soubise |                                            | 11. Élisabeth-Thérèse de Lorraine          |                                       |  |  |       |  |  |                                      |  |  |                               |  |
|                                                   | 12. Godefroy Maurice de La Tour d'Auvergne | 24. Frédéric Maurice de La Tour d'Auvergne |                                       |  |  |       |  |  |                                      |  |  |                               |  |
|                                                   | 12. Godefroy Maurice de La Tour d'Auvergne | 24. Frédéric Maurice de La Tour d'Auvergne |                                       |  |  |       |  |  |                                      |  |  |                               |  |
|                                                   | 12. Godefroy Maurice de La Tour d'Auvergne | 25. Éléonore van den Bergh                 |                                       |  |  |       |  |  |                                      |  |  |                               |  |
| 6. Emmanuel Théodose de La Tour d'Auvergne        | 12. Godefroy Maurice de La Tour d'Auvergne |                                            |                                       |  |  |       |  |  |                                      |  |  |                               |  |
|                                                   |                                            | 13. Maria Anna Mancini                     | 26. Michele Lorenzo Mancini           |  |  |       |  |  |                                      |  |  |                               |  |
|                                                   |                                            | 13. Maria Anna Mancini                     | 26. Michele Lorenzo Mancini           |  |  |       |  |  |                                      |  |  |                               |  |
|                                                   |                                            | 13. Maria Anna Mancini                     | 27. Girolama Mazzarini                |  |  |       |  |  |                                      |  |  |                               |  |
| 3. Anne Marie Louise de La Tour d'Auvergne        |                                            | 13. Maria Anna Mancini                     |                                       |  |  |       |  |  |                                      |  |  |                               |  |
|                                                   |                                            | 14. François Louis Claude de Simiane       | 28. Edmé Claude de Simiane            |  |  |       |  |  |                                      |  |  |                               |  |
|                                                   |                                            | 14. François Louis Claude de Simiane       | 28. Edmé Claude de Simiane            |  |  |       |  |  |                                      |  |  |                               |  |
|                                                   |                                            | 14. François Louis Claude de Simiane       | 29. Anne Claudine Renée de Ligneville |  |  |       |  |  |                                      |  |  |                               |  |
| 7. Anne Marie Christiane de Simiane               |                                            | 14. François Louis Claude de Simiane       |                                       |  |  |       |  |  |                                      |  |  |                               |  |
|                                                   |                                            | 15. Anne Marie Thérèse de Simiane          | 30. François de Simiane               |  |  |       |  |  |                                      |  |  |                               |  |
|                                                   |                                            | 15. Anne Marie Thérèse de Simiane          | 30. François de Simiane               |  |  |       |  |  |                                      |  |  |                               |  |
|                                                   |                                            | 15. Anne Marie Thérèse de Simiane          | 31. Anne d'Escoubleau                 |  |  |       |  |  |                                      |  |  |                               |  |
|                                                   |                                            | 15. Anne Marie Thérèse de Simiane          |                                       |  |  |       |  |  |                                      |  |  |                               |  |